# Limnobium
Limnobium é um género botânico pertencente à família Hydrocharitaceae.